# Large Electron-Positron Collider

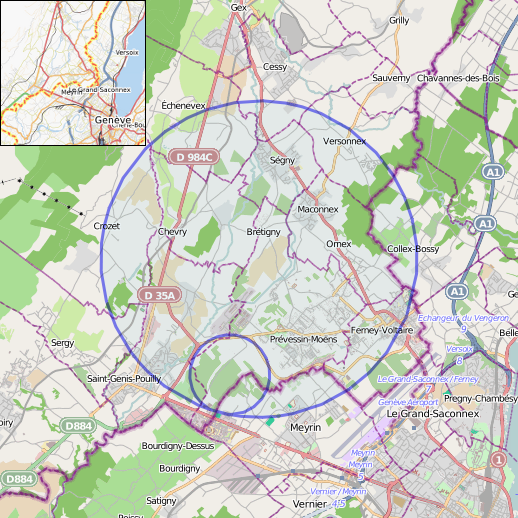
Lage und Größe des LEP mit dem kleineren Ring des SPS

Der Large Electron-Positron Collider (LEP, deutsche Bezeichnung Großer Elektron-Positron-Speicherring) war ein Teilchenbeschleuniger am Europäischen Kernforschungszentrum CERN bei Genf. 
Er war von 1989 bis 2000 in Betrieb und diente als Collider für Elektronen und Positronen (siehe auch Colliding-Beam-Experiment). Die ersten Teilchenkollisionen wurden am 13. August 1989 detektiert. Nach seiner Stilllegung wurde der Tunnel umgebaut, um darin ab 2008 den Nachfolger des LEP, den Large Hadron Collider betreiben zu können. 

## Technische Daten
| 1990      | 45 GeV    |
| Nov. 1995 | 70 GeV    |
| Okt. 1996 | 86 GeV    |
| Mai 1998  | 94,5 GeV  |
| Mai 2000  | 104,5 GeV |

Der LEP hatte einen Umfang von 27 Kilometern und lag zwischen 50 und 175 Meter unter der Erdoberfläche in einem Tunnel an der Grenze zwischen der Schweiz und Frankreich. 
Von 1996 bis 1998 fand eine Umbauphase statt (Ausbaustufe LEP2): Durch den Einbau von supraleitenden Kavitäten wurden Schwerpunktsenergien von bis zu 209 GeV erreicht.

## Experimente
Am LEP waren vier große Experimente in Betrieb: ALEPH, Delphi, L3 und OPAL, die in den elf Jahren Betrieb wichtige wissenschaftliche Erkenntnisse erbrachten: Mit ihnen wurde die genaue Masse der W- und Z-Bosonen ermittelt und bewiesen, dass genau drei leichte Neutrinoarten existieren.